# Ludmila Švédová
Ludmila Švédová, született Ludmila Schönová (Šumperk, 1936. november 13. – 2018. február 10.) olimpiai ezüstérmes cseh tornász.

## Pályafutása
Az 1960-as római olimpián ezüstérmet szerzett csapat tagja volt. Társai Eva Bosáková, Věra Čáslavská, Hana Růžičková, Matylda Šínová-Matoušková és Adolfína Tačová voltak.

## Sikerei, díjai
- Olimpiai játékok
  - ezüstérmes: 1960, Róma – csapat